# التوأمان الفضائيان
قالب:Infobox spacecraft instrumentالتوأمان هما اثنان من مطياف الذرات ذات الزاوية العريضة هما زوجان من أدوات ناسا على متن اثنين من الأقمار الصناعية التابعة لمكتب الاستطلاع الوطني في الولايات المتحدة في مدارات Molniya . تم تصميم TWINS لتوفير صور استريو لتيار حلقة الأرض. تم إطلاق الأداة الأولى ، التوأمان-1 ، على متن USA-184 في 28 يونيو 2006. تبعتها التوأمانNS-2 على متن USA-200 في 13 مارس 2008.
تتكون كل أداة من مصور ذرة محايد نشط وكاشف ليمان ألفا . يوفر مصور ENA استشعارًا غير مباشر عن بُعد لأيونات الحلقة الحالية ، ويعطي كاشف ألفا ليمان مقياسًا لسحابة الهيدروجين المحايدة حول الأرض ، والمعروفة باسم geocorona . استمرت مهمة التوأمانالرئيسية لمدة عامين ، من عام 2008 إلى عام 2010 ، وتبعها مهمة ممتدة مستمرة. 

## المهمة/ العمل
تم إطلاق التوأمان في مهمات على متن مركبة فضائية حكومية أمريكية غير تابعة لوكالة ناسا ، وهي تجري تصويرًا مجسمًا للغلاف المغناطيسي للأرض. من خلال تصوير الذرات المحايدة لتبادل الشحنة على نطاق واسع من الطاقة (~ 1-100 كيلو فولت) باستخدام أداتين متطابقتين على مركبتين فضائيتين متباعدتين على ارتفاعات عالية وميلان كبير ، يتيح التوأمان التصوير الثلاثي الأبعاد ودقة الهياكل الكبيرة وديناميكيات داخل الغلاف المغناطيسي لأول مرة.
على عكس تجارب الفضاء التقليدية التي تجري قياسات عند نقطة واحدة فقط في الفضاء ، توفر تجارب التصوير عرضًا متزامنًا لمناطق مختلفة من الغلاف المغناطيسي عن طريق التصوير المجسم ، كما فعلت التوأمان في الخطوة التالية لإنتاج صور ثلاثية الأبعاد ، ويوفر هذا قفزة إلى الأمام في فهمنا للجوانب العالمية للغلاف المغناطيسي الأرضي.
لاحظ مصوروا ENA المحايدون النشطون الناتج عن مجموعة أيون الغلاف المغناطيسي العالمي ، على مدى طاقة من 1 إلى 100 كيلو فولت مع دقة زاوية عالية (4 درجات) وزمن (حوالي دقيقة واحدة). يتم استخدام تصوير ليمان-ألفا الجيوكوروني لمراقبة ذرات الهيدروجين في الغلاف الخارجي البارد التي تنتج ENAs من الأيونات عبر تبادل الشحنات . تكمل أجهزة التصوير هذه أجهزة كشف تقيس بيئة الجسيمات المشحونة المحلية حول المركبة الفضائية.
إن الإزاحة في المراحل المدارية (الأوج في أوقات مختلفة) من التوأمان 1 و التوأمان 2 تعني أنه بالإضافة إلى التصوير المجسم ENA لعدة ساعات مرتين في اليوم ، تحصل الأداتان التوأمان أيضًا بشكل أساسي على ملاحظات مستمرة للغلاف المغناطيسي.
أجهزة التوأمان هي في الأساس نفس أداة MENA على مركبة IMAGE الفضائية. تتكون هذه الأجهزة من مصور ذرة محايد يغطي نطاق طاقة ~ 1-100 كيلو فولت مع دقة زاوية تبلغ 4 درجات × 4 درجات ودقة زمنية مدتها دقيقة واحدة ، ومصور ليمان ألفا البسيط لمراقبة الجيوكورونا.
توفر التوأمان تصويرًا مجسمًا للغلاف المغناطيسي للأرض ، والمنطقة المحيطة بالكوكب التي يتحكم فيها مجالها المغناطيسي وتحتوي على أحزمة Van Allen الإشعاعية وغيرها من الجسيمات المشحونة النشطة. تتيح التوأمان تصويرًا عالميًا ثلاثي الأبعاد لهذه المنطقة ، مما يؤدي إلى تعزيز فهم الروابط بين مناطق مختلفة من الغلاف المغناطيسي وعلاقتها بالرياح الشمسية. 

## العملية وأحداث العاصفة

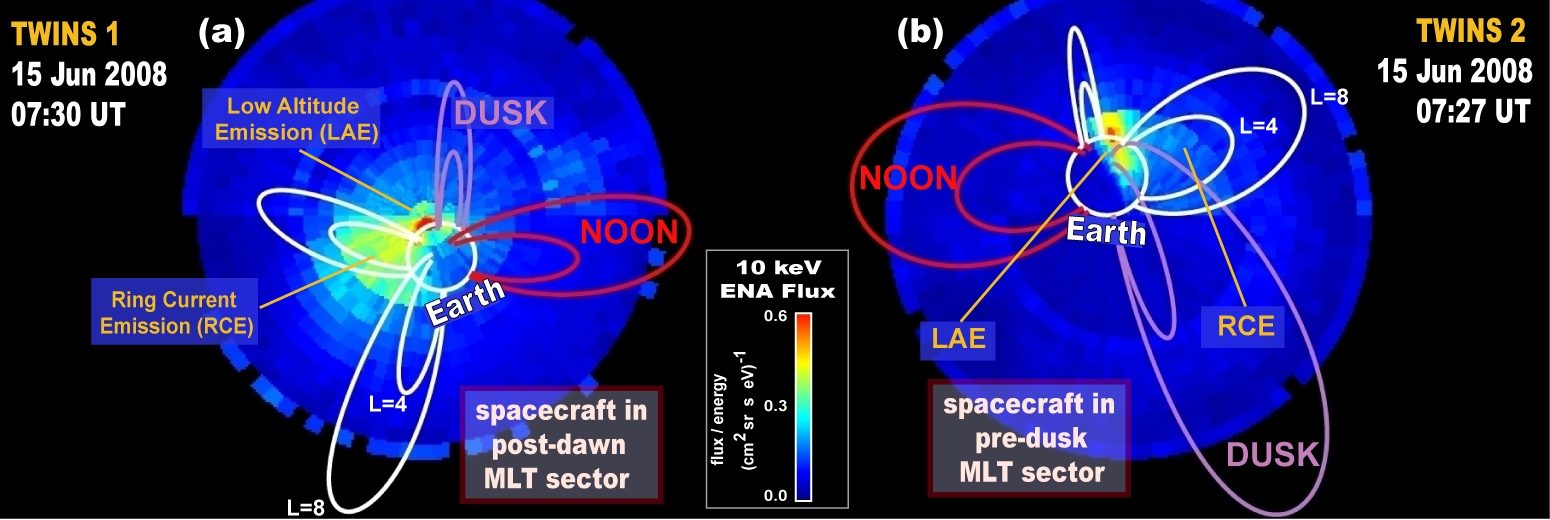

بدأ التوأمان التصوير المجسم الروتيني في 15 يونيو 2008 ، خلال عاصفة مغناطيسية أرضية ضعيفة للغاية، لم ينخفض مؤشر Dst فيها مطلقًا إلى أقل من -40 nT ، مقارنةً بـ Dst الاسمي -100 nT لتصنيفها كعاصفة. خلال مهمة التوأمان الرئيسية (2008-2010) ، ساد حد أدنى ممتد وغير مسبوق من الطاقة الشمسية (من الدورة الشمسية 23) ، مما جلب معه ظروف الغلاف المغناطيسي الهادئة جدًا التي تتراوح من الهدوء الميت إلى الاضطراب المعتدل. خلال هذه الفترة الزمنية ، سجلت التوأمان العديد من العواصف الضعيفة ، مرة واحدة تقريبًا كل 27 يومًا (المقابلة لفترة الدوران الشمسي والتي تسببها مناطق تفاعل الدوران الشمسي (CIRs). كانت أقوى عاصفة (والتي كانت لا تزال معتدلة جدًا) التي لاحظتها التوأمان خلال مهمتها الرئيسية في 22 يوليو 2009 ، حيث وصلت Dst إلى 79-nT معتدلة. خلال هذه الظروف الهادئة الممتدة ، احتوت صور التوأمان على إشارات ENA من كل من منطقتي الانبعاث على ارتفاعات عالية (تيار الحلقة) والمنطقة المنخفضة الارتفاع (LAE).

## الأدوات
| اسم      | اسم الإطلاق | مركبة فضائية | تاريخ الإطلاق (UTC)          | موقع الإطلاق | صاروخ              | يدور في مدار                    | ملاحظات |
| -------- | ----------- | ------------ | ---------------------------- | ------------ | ------------------ | ------------------------------- | ------- |
| توينز -1 | التوأم أ    | USA-184      | 28 يونيو 2006 </br> 03:30:00 | VAFB SLC-6   | Delta IV-M + (4،2) | 1138 كم x 39210 كم × 63.2 درجة  |         |
| توينز -2 | التوأم ب    | USA-200      | 13 مارس 2008 </br> 10:02     | VAFB SLC-3E  | Atlas V 411        | 1،652 كم x 38702 كم × 63.4 درجة |         |

## روابط خارجية
- TWINS ، الموقع الرسمي
- TWINS ، إصدار SWRI
- أداة LAD ، LAD / TWINS